# Emil Mergler
Emil Mergler (* 21. August 1897 in Sulzheim; † 18. Juni 1967 ebenda) war ein deutscher Politiker (CSU).
Der Landwirt war vor 1933 Bürgermeister von Sulzheim. Von 1950 bis zu seinem Tod gehörte er als Abgeordneter dem Bayerischen Landtag an. Ursprünglich für die Bayernpartei gewählt, trat er am 24. November 1953 zur CSU über. Der Bayerische Verdienstorden wurde ihm am 23. Juni 1962 verliehen.